# Apiloscatopse mattheyi
Apiloscatopse mattheyi är en tvåvingeart som beskrevs av Haenni 1981. Apiloscatopse mattheyi ingår i släktet Apiloscatopse och familjen dyngmyggor.
Artens utbredningsområde är Schweiz. Inga underarter finns listade i Catalogue of Life.